# Nick Fry
Nick Fry (ur. 29 czerwca 1956) – brytyjski były dyrektor zespołu Honda Racing F1 Team. Jeden z szefów Brawn GP.

## Życiorys
Za czasów jego przynależności do zespołu Honda japoński zespół osiągnął pierwsze zwycięstwo od 1967 roku. Odbyło się to podczas Grand Prix Węgier w 2006 roku. Wygrał wtedy Jenson Button przed Hiszpanem Pedro de la Rosa i Niemcem Nickiem Heidfeldem. Był to pechowy wyścig ponieważ nie ukończyło go 8 zawodników w tym Alonso, Räikkönen oraz Fisichella. Jego kolejnym dokonaniem jest walka i chęć ochrony środowiska czego przykładem jest chociażby nowy wygląd bolidu przedstawiający planetę ziemię w sezonie 2007. Sezon ten był dla Hondy bardzo nieudany, lepiej ułożył się rok 2008, w którym Rubens Barrichello stanął na podium w Grand Prix Wielkiej Brytanii. Po wycofaniu się Hondy z F1 Fry znalazł pracę w Brawn GP.